# ناحیه ملیانه
ناحیه ملیانه (به عربی: دائرة ملیانة) یک ناحیه در الجزایر است که در استان عین الدفلی واقع شده‌است.